# ری ملیکیان
ری ملیکیان ( انگلیسی: Ray Melikian؛ ۷ ژوئن ۱۹۱۸ – ۲۵ اکتبر ۲۰۱۳) خلبان جنگنده ارمنی‌تبار اهل ایالات متحده آمریکا بود.

درگذشته	( سال)

## زندگی‌نامه
وی در ۷ ژوئن ۱۹۱۸ در فرزنو، کالیفرنیا به دنیا آمد . وی همچنین برنده جوایزی همچون صلیب پرواز ممتاز (ایالات متحده)، نشان هوایی، و ستاره نقره‌ای شد. وی در ۲۵ اکتبر ۲۰۱۳ در سن ۹۵ سالگی درگذشت